# Большой конёк
Большой конёк (лат. Anthus antarcticus) — певчая птица из семейства трясогузковых. Эндемик острова Южная Георгия, единственная певчая птица Субантарктики.
Гнездо из соломинок устраивает обычно в траве, куда откладывает четыре яйца в год. Питается насекомыми и паукообразными.
Вид находился под угрозой из-за серых крыс, завезённых на остров, а также антропогенных факторов.
Птиц можно встретить также на острове Прайон.